# Flughafen Warna

i7
i11
i13
Der Flughafen Warna (bulgarisch Летище Варна Letishte Varna, IATA-Code: VAR, ICAO-Code: LBWN) ist ein bulgarischer Flughafen acht Kilometer westlich von Warna. Er ist nach den Flughäfen von Sofia und Burgas der meistfrequentierte Flughafen Bulgariens und wird von Fraport verwaltet.

## Geschichte
Das erste Postflugzeug landete 1919 in Warna-Tichana, doch arbeitete die Linie nur einen Monat lang. Erst 1947 wurde der Flugbetrieb wieder aufgenommen, und zwar mit der Linie Sofia-Warna. Im ersten Jahr wurden auf insgesamt sechs Flügen 23 Passagiere transportiert. Am 9. Mai 1948 wurde der neue Flughafen Warna eröffnet, doch erst 1961 erhielt er eine 2500 Meter lange und 24–26 Zentimeter dicke Beton-Landebahn sowie eine Landelichtanlage.
Ein neues Flughafengebäude kam 1972 in Betrieb, es beherbergte die Verwaltung, die technische Abteilung, die Abwicklung von In- und Auslandsflügen. Durch die Zunahme des Verkehrs und größere Flugzeuge wurde eine Verbesserung der Asphaltdecke notwendig, die Dicke der Landebahn wurde 1974 erhöht.
2006 hat die bulgarische Regierung eine 35-jährige Konzession für die Flughäfen Warna und Burgas an die deutsche Fraport, die Betreiberin des Flughafens Frankfurt am Main, vergeben, nachdem die dänische Copenhagen Airports A/S ausgeschieden war.
Die Start- und Landebahn wurde 2011–2012 erneuert und asphaltiert. Im August 2013 ging das neue Terminal in Betrieb.

## Fluggesellschaften und Ziele
Im Winterflugplan 2018/19 werden im deutschsprachigen Raum Dortmund, Memmingen und Wien bedient. Im Sommerflugplan 2019 zusätzlich Karlsruhe/Baden-Baden, Berlin, Köln/Bonn, Dresden, Düsseldorf, Erfurt-Weimar, Frankfurt am Main, Friedrichshafen, Hamburg, Hannover, Leipzig/Halle, München, Münster/Osnabrück, Nürnberg, Stuttgart und Zürich.

## Verkehrszahlen

### Verkehrszahlen
| Jahr | Fluggastaufkommen | Luftfracht (Tonnen) | Flugbewegungen |
| ---- | ----------------- | ------------------- | -------------- |
| 2024 | 1.557.017         | 138                 | 12.282         |
| 2023 | 1.838.828         | 62                  | 13.850         |
| 2022 | 1.484.186         | 104                 | 11.420         |
| 2021 | 1.010.494         | 34                  | 9.239          |
| 2020 | 622.215           | 44                  | 6.881          |
| 2019 | 1.970.930         | 123                 | 15.468         |
| 2018 | 2.281.134         | 136                 | 17.776         |
| 2017 | 1.970.700         | 229                 | 15.950         |
| 2016 | 1.689.595         | 3.293               | 14.818         |
| 2015 | 1.398.694         | 118                 | 11.959         |
| 2014 | 1.387.494         | 74                  | 12.063         |
| 2013 | 1.319.240         | 35                  | 11.516         |
| 2012 | 1.221.468         | 33                  | 10.739         |
| 2011 | 1.181.832         | 41                  | 11.263         |
| 2010 | 1.227.442         | 77                  | 12.577         |
| 2009 | 1.704.000         | 89                  | 12.699         |

## Un- und Zwischenfälle
- Am 5. Juni 1992 überrollte eine Tupolew 154B von Balkan Bulgarian Airlines die Piste 27 bei schlechtem Wetter. Es gab keine Verletzten, aber das Flugzeug wurde abgeschrieben.
- Am 24. Mai 2013 überrollte ein aus Leipzig/Halle kommender Airbus A320-200 von Air Via (Luftfahrzeugkennzeichen LZ-MDR) bei starken Windböen die Landebahn und blieb in einem naheliegenden Feld liegen. Bei der anschließenden Evakuierung erlitten zwei Passagiere Knochenbrüche.
- Am 8. Juli 2014 geriet der Flughafen durch das seltsame Verschwinden von Lars Mittank in die Schlagzeilen. Der damals 28-jährige deutsche Urlauber verließ das Flughafengebäude panisch laufend und wurde zuletzt auf Sicherheitskameras gesehen, wie er über einen Zaun in ein dahintergelegenes Feld flüchtete. Seitdem fehlt von ihm jede Spur.

## Galerie

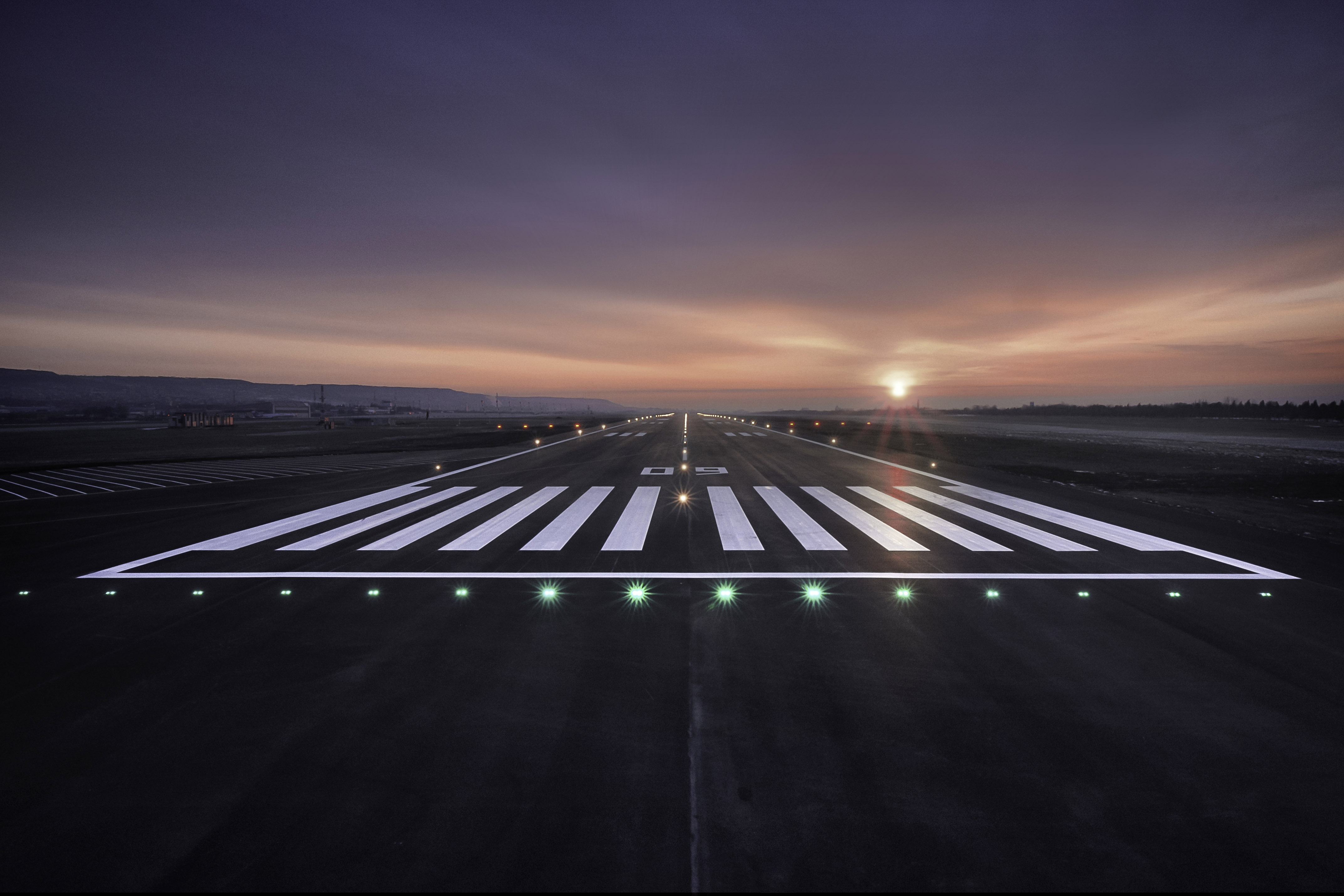
Landebahn
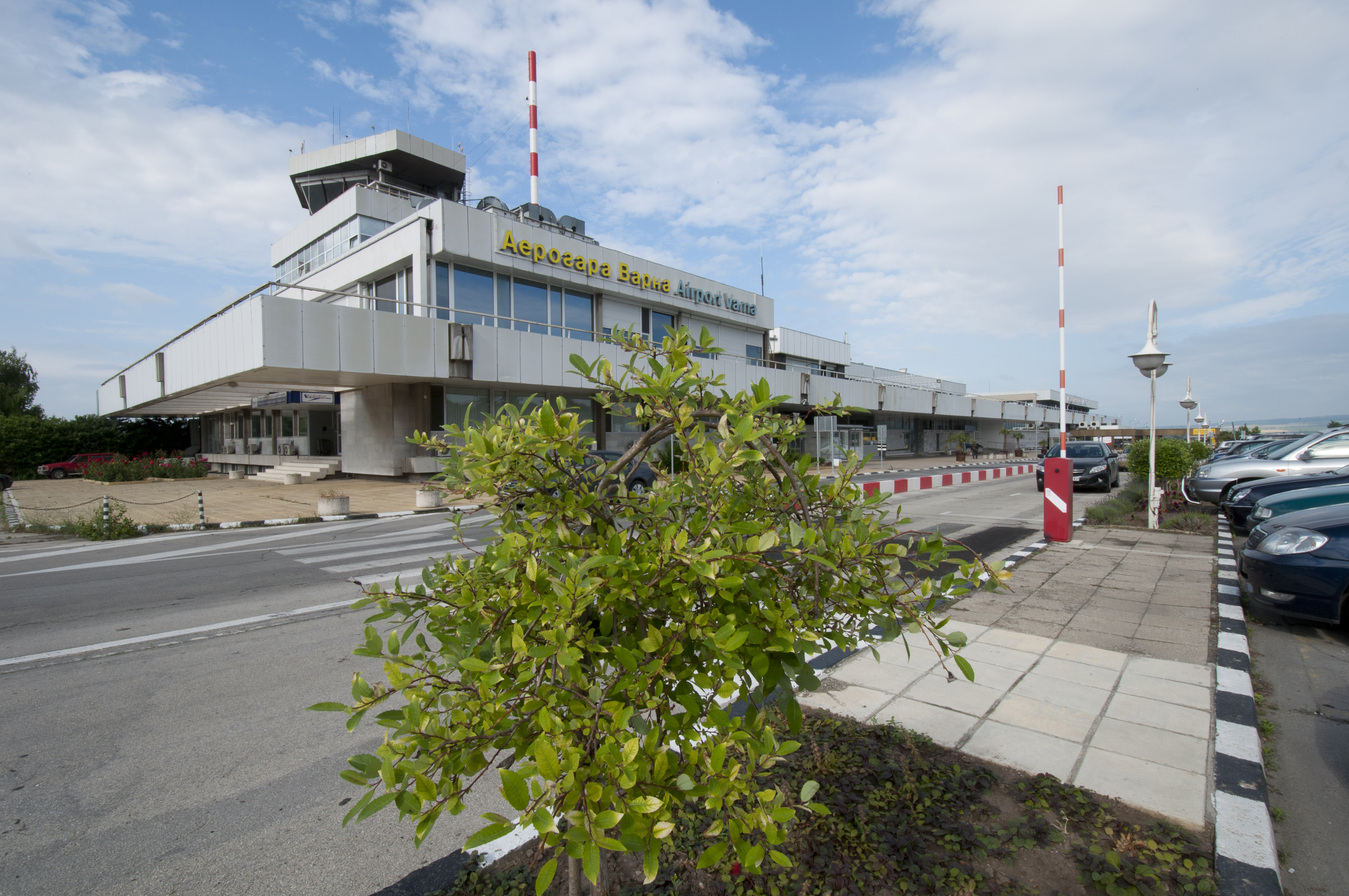
Terminal 1 (nicht mehr in Betrieb)
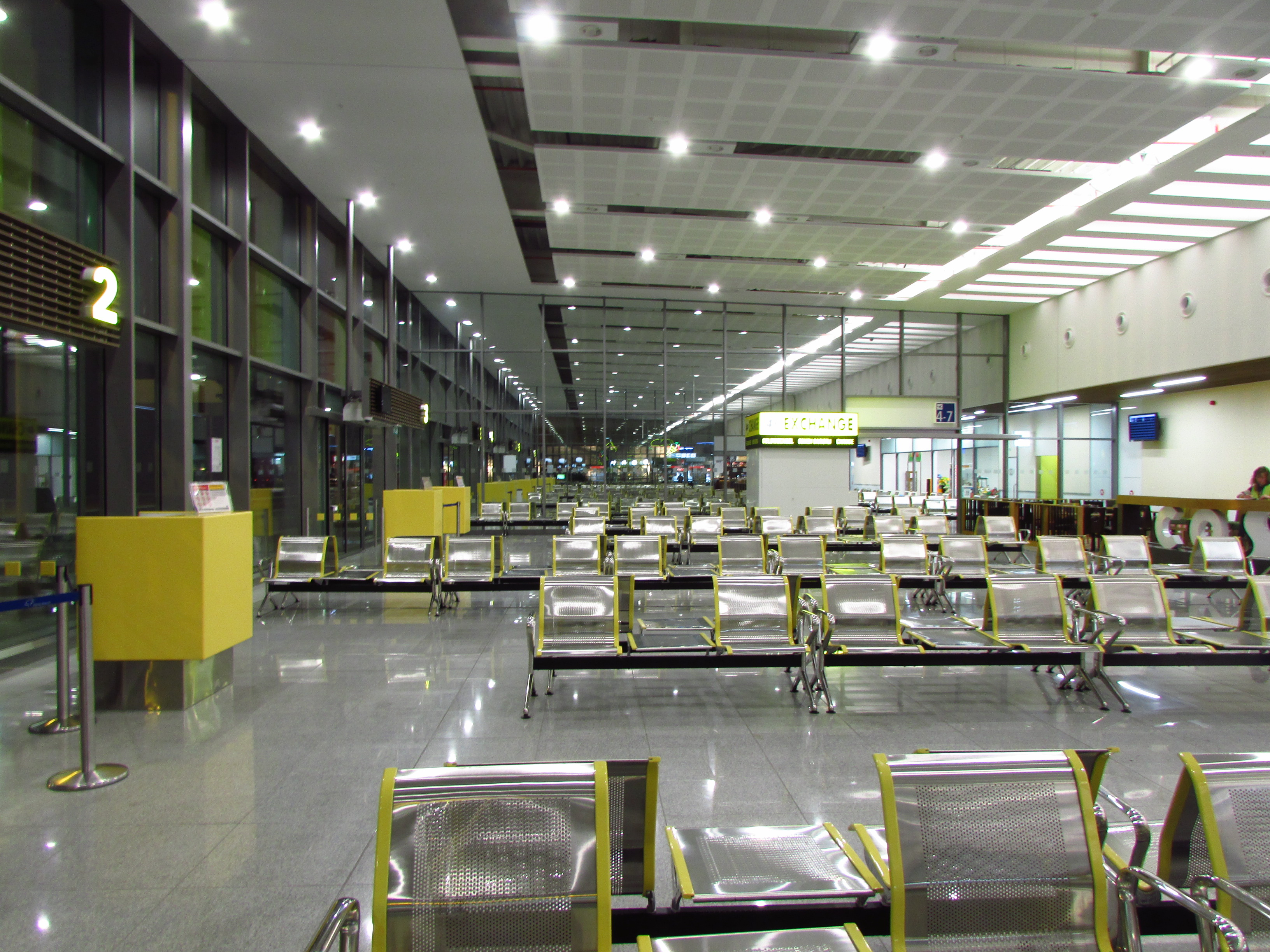
Terminal 2